# Лі Хьон Ґун
Лі Хьон Ґун (7 грудня 1964 — 4 вересня 2022) — південнокорейський спортсмен.
Учасник Олімпійських Ігор 1988 року.